# Румыния на зимних Олимпийских играх 2006
Румыния принимала участие в Зимних Олимпийских играх 2006 года в Турине (Италия) в восемнадцатый раз за свою историю, но не завоевала ни одной медали. Сборную страны представляли 25 спортсменов: 16 мужчин и 9 женщин, которые соревновались в 8 видах спорта:
- биатлон
- бобслей
- горнолыжный спорт
  - женщины: Бьянка-Андреа Наря
  - мужчины: Флорентин Николае
- конькобежный спорт
  - мужчины: Клаудиу Грозя
  - женщины: Даниэла Олтян
- лыжные гонки
- санный спорт: Космин Кетрою, Йонуц Цэран, Эуджен Раду, Мариан Лэзэреску
- фигурное катание:
  - мужчины: Георге Кипер (14 место)
  - женщины: Роксана Лука (26 место в короткой программе, не допущена к произвольной)
- шорт-трек: Каталин Кристо (не вышла в финал).

Самым юным участником сборной был 18-летний саночник Йонуц Цэран, самым старшим — 33-летний лыжник Жолт Антал.

## Результаты
Лучшими результатами сборной стали:
- 14 место Георге Кипера в мужском одиночном катании (он был 9 в короткой программе, но неудачно откатал произвольную)
- 14 место женщин в биатлонной эстафете.